# Zucker-Kiefer
Die Zucker-Kiefer (Pinus lambertiana) ist ein Nadelbaum aus dem Westen Nordamerikas. Sie ist die größte aller Kiefern-Arten und bildet auch die längsten Zapfen der Gattung. Ihren Namen hat sie von Sekrettropfen, die an Wundrändern auftreten und durch den hohen Gehalt an Inosit süß schmecken.

## Beschreibung

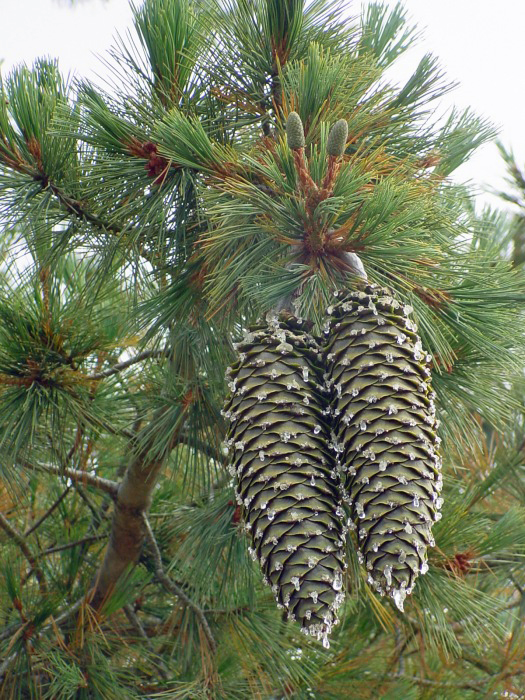
Zweig mit Zapfen

Die Zucker-Kiefer erreicht eine Höhe von 60 Metern, unter optimalen Bedingungen wurde eine maximale Höhe von 83 Metern bei einem Brusthöhendurchmesser von 3 Metern gemessen. Das Höchstalter beträgt etwa 600 Jahre. Sie hat einen geraden Stamm und eine schmal kegelförmige, offene Krone. Die Äste stehen waagrecht und sind weit abstehend bis leicht überhängend. Die Borke junger Bäume ist glatt und hellbraun, später wird sie dicker und gespalten. Junge Triebe sind dick und zeigen eine kurze, weiche, braune Behaarung. Die rotbraunen Knospen sind eiförmig bis zylindrisch, 3 bis 8 Millimeter lang, spitz und harzig und haben dicht anliegende Schuppen. 
Die Nadeln sitzen in Fünfergruppen und werden 7 bis 10 Zentimeter lang und 1,5 bis 2 Millimeter breit. Sie sind dunkelgrün, steif, etwas gedreht und scharf zugespitzt und haben einen gesägten Rand. Innen haben sie bläulich-weiße Spaltöffnungslinien. Die Nadelscheiden sind 2 Zentimeter lang und hinfällig. Die Nadeln bleiben zwei bis drei Jahre am Baum. 
Die männlichen Zapfen sind gelb, zylindrisch und werden 15 Millimeter lang. Die Samenzapfen reifen nach zwei Jahren. Sie sind glänzend hellbraun und werden 30 bis 60 Zentimeter lang und 8 bis 11 Zentimeter, im offenen Zustand bis 25 Zentimeter breit. Sie sind zylindrisch, gestielt und hängend. Die Zapfenschuppen sind ledrig, breit keilförmig und haben eine konvexen Rücken und eine stumpfe und etwas zurückgebogene Spitze. Die Samen sind 1,5 Zentimeter lang und geflügelt.
Die Chromosomenzahl beträgt 2n=24.

## Verbreitung und Standortansprüche

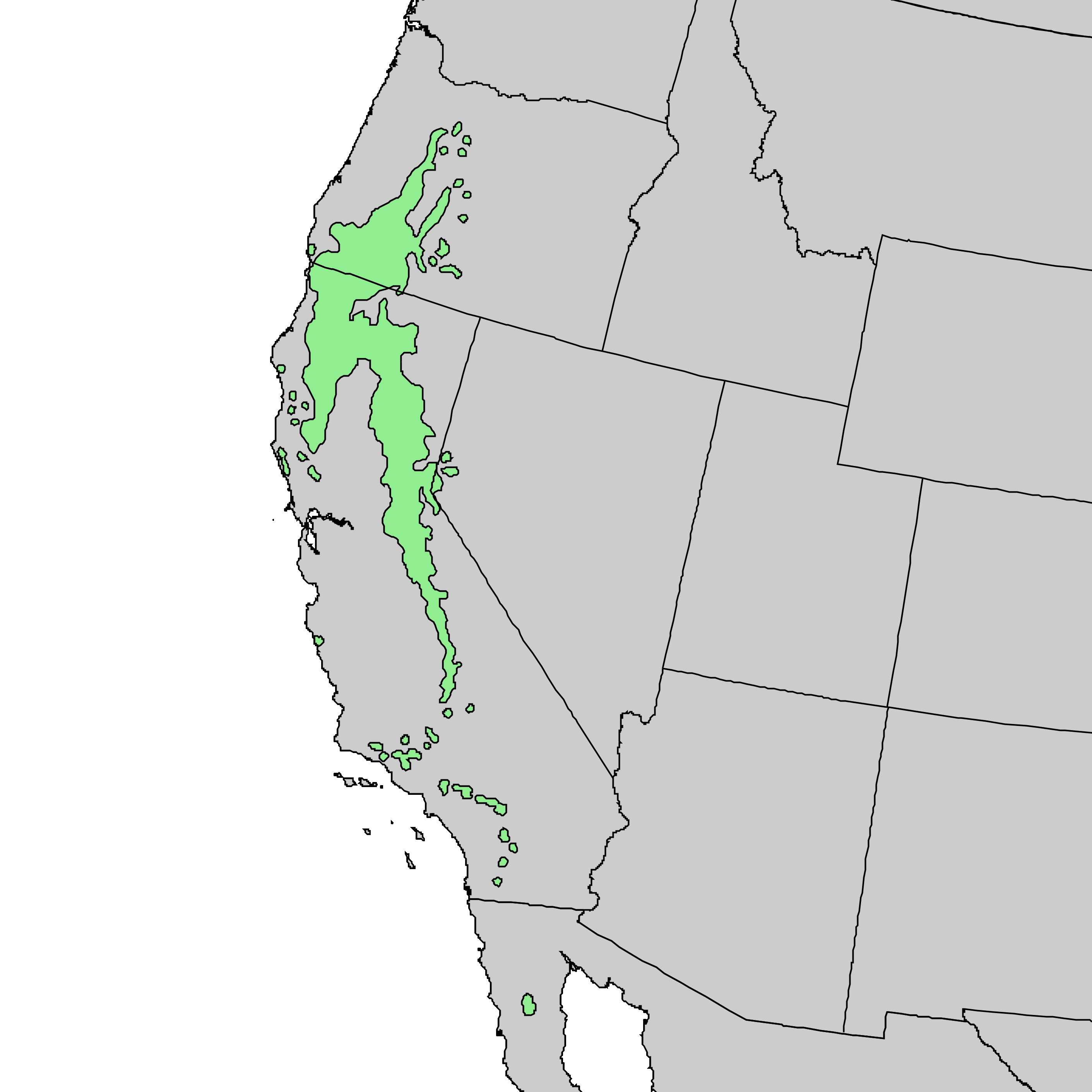
Natürliches Verbreitungsgebiet

Das natürliche Verbreitungsgebiet der Zucker-Kiefer erstreckt sich hauptsächlich über die niederschlagsreichen Westhänge der Küstengebirge und der Sierra Nevada in Kalifornien und Oregon. Man findet sie auch im Westen von Nevada und im Norden der Baja California.
Sie bevorzugt kühl-feuchte Wälder mit durchlässigen, frischen bis feuchten, sandigen und kiesigen, mäßig nährstoffreichen Böden. Sie wächst auf sauren bis neutralen Böden und meidet kalkhaltige Substrate. Man findet sie in Höhen zwischen 330 und 3.200 Metern. Ihr Optimum findet sie auf tiefgründigen, sandigen Lehmen aus Granitverwitterung in Höhen zwischen 1.500 und 2.000 Metern. Sie ist frosthart und erträgt Temperaturen von −15 bis −12 °C. Sie gedeiht auf sonnigen bis lichtschattigen Standorten.
Die Zucker-Kiefer wird in der Roten Liste der IUCN als nicht gefährdet („Lower Risk/Least Concern“) geführt. Es wird jedoch darauf hingewiesen, dass eine neuerliche Überprüfung der Gefährdung nötig ist.

## Ökologie
Die Zucker-Kiefer tritt selten in Reinbeständen auf. Sie wächst zusammen mit dem Riesenmammutbaum (Sequoiadendron giganteum), der Sierra-Tanne (Abies concolor var. lowiana), der Weihrauchzeder (Calocedrus decurrens), der Douglasie (Pseudotsuga menziesii) und der Gelb-Kiefer (Pinus ponderosa).
Die Art wird stark durch den Strobenrost (Cronartium ribicola) geschädigt, der jedoch im südlichen Teil des Verbreitungsgebiets möglicherweise aus klimatischen Ursachen nur selten auftritt. Die allgemeine Anfälligkeit gegenüber Rostpilzen und die zu geringe Frostbeständigkeit sind Gründe, warum sie in Mitteleuropa nicht gepflanzt wird. Unter den Insekten verursacht der Bergkiefernkäfer (Dendroctonus ponderosae) den größten Schaden. Bei Trockenheit befallen auch andere Arten wie der Prachtkäfer Melanophila californica oder der Borkenkäfer Dendroctonus valens die Zucker-Kiefer. Die Zapfen werden durch den Käfer Conophthorus lambertianae geschädigt.

## Systematik
Die Zucker-Kiefer wird der Untersektion Strobus in der Sektion Quinquefoliae zugeordnet. Diese wird zur Untergattung Strobus  in der Gattung Kiefern (Pinus) gezählt. Sie kann mit der Westlichen Weymouth-Kiefer (Pinus monticola) und mit Armands Kiefer (Pinus armandii) gekreuzt werden.
Pinus lambertiana wurde 1827 durch den schottischen Botaniker David Douglas in den Transactions of the Linnean Society of London Band 15, Seite 500 erstbeschrieben. Synonyme sind Picea lambertiana (Douglas) F.Sanders und Strobus lambertiana (Douglas) Moldenke.

## Verwendung
Das Holz der Zucker-Kiefer wird stark genutzt, wobei deutlich mehr Bäume abgeholzt werden als nachwachsen. Das Holz kann leicht gespalten werden und wurde früher zur Herstellung von Schindeln verwendet.

## Nachweise